# Bernhard Stasiewski

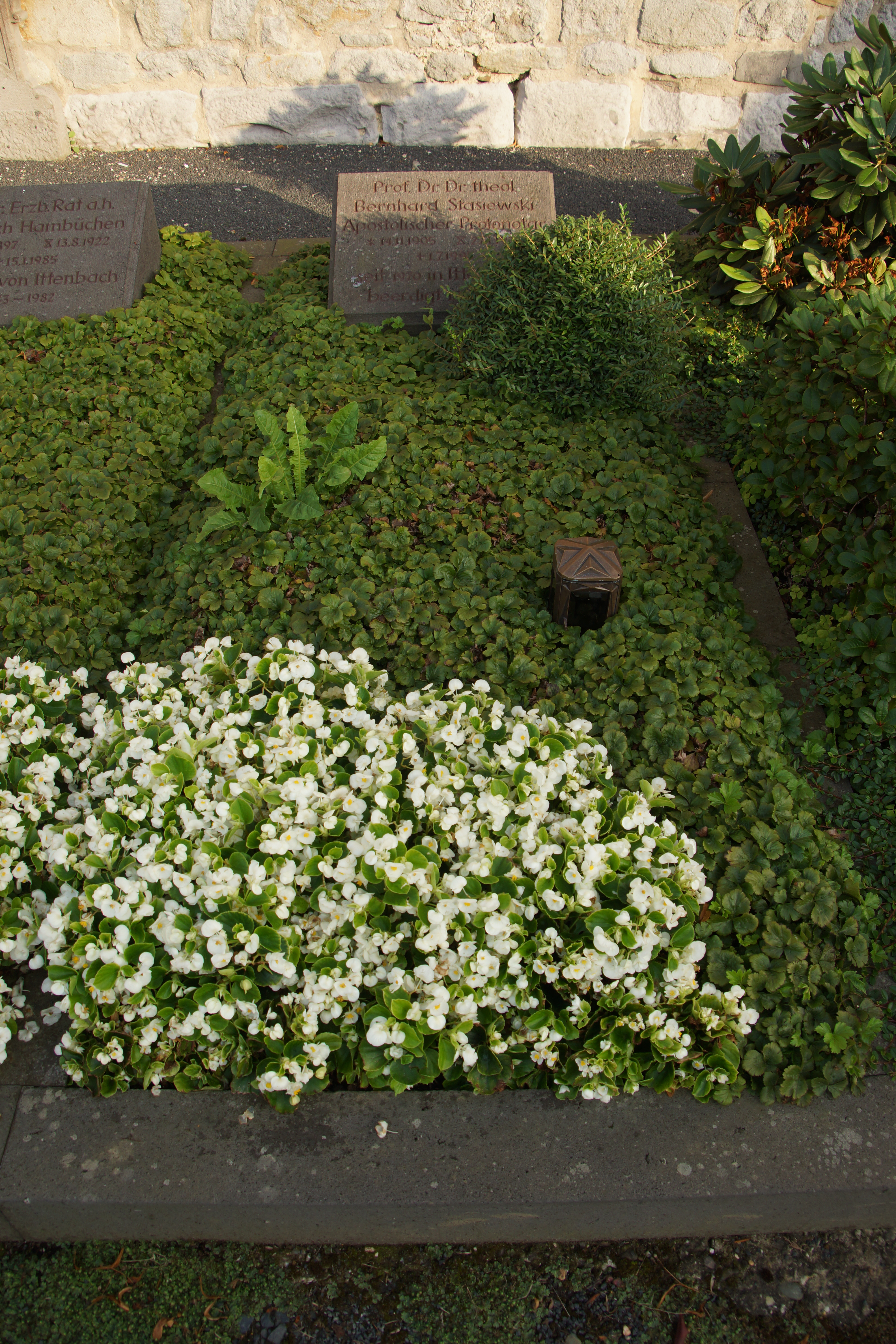
Grab in Ittenbach neben der katholischen Kirche „Zur schmerzhaften Mutter“

Bernhard Stasiewski (* 14. November 1905 in Rixdorf; † 1. Juli 1995 in Ittenbach) war ein deutscher römisch-katholischer Priester, Kirchenhistoriker und Osteuropahistoriker.

## Leben und Wirken
Bernhard (Clemens) Stasiewski wurde am 14. November 1905 in Rixdorf, dem späteren Berlin-Neukölln, als ältestes von 11 Kindern geboren. Seine Eltern stammten aus Westpreußen, der Vater war viele Jahrzehnte lang Friedhofsinspektor in Berlin-Neukölln. Stasiewski besuchte das Kaiser-Friedrich-Realgymnasium in Neukölln, wo er 1924 das Abitur ablegte. Als Breslauer Priesteramtskandidat studierte er in Breslau Katholische Theologie und Philosophie, wurde am 27. Januar 1929 zum Priester geweiht und am 18. Februar 1929 zum Lizenziaten der Theologie promoviert. Nach kurzer Tätigkeit als Kaplan in Nauen und Berlin studierte er an der Berliner Universität Geschichte, Kunstgeschichte und Slawistik. Schon im Priesterseminar hatte er Polnisch gelernt, was angesichts der Seelsorge in den zweisprachigen Gebieten Oberschlesiens und an den Saisonarbeitern in Brandenburg und Vorpommern erforderlich war.
Seinen Forschungsschwerpunkten, der ostdeutschen und osteuropäischen Kirchen- und Profangeschichte, entsprechend wurde er 1932 mit einer Dissertation über „Untersuchungen über drei Quellen zur ältesten Geschichte Polens“ zum Dr. phil. promoviert. Seine Berliner Studien brachten ihn verstärkt mit der Geschichte der deutschen Ostgebiete und Osteuropas in Kontakt. Unter anderem hörte er hier den Russlandexperten Otto Hoetzsch und den Nestor der „Deutschen Ostforschung“ Albert Brackmann. Mit dem von ihm geführten Nachweis der ersten Christianisierung Polens über Böhmen statt über Deutschland stellte er sich gegen die damals vorherrschende Lehrmeinung.
An der Katholisch-Theologischen Fakultät der Universität Bonn hatte er ab 1961 eine Dozentur und übernahm im November 1962 den neu eingerichteten Lehrstuhl für Neuere und Neueste Kirchengeschichte und die Kirchengeschichte Osteuropas. Seit 1970 war er Mitglied der Historischen Kommission für ost- und westpreußische Landesforschung. Nach seiner Emeritierung 1974 hielt er bis 1987 kirchengeschichtliche Vorlesungen an der Studienanstalt für Spätberufene St. Lambert in Lantershofen.